# World University Boxing Championship 2008
Die 3. World University Boxing Championships wurden vom 20. bis zum 27. September im Jahre 2008 in der russischen Stadt Kasan ausgetragen. Es wurden 44 Medaillen in 11 Gewichtsklassen vergeben.

## Medaillengewinner
| Klasse                          | Gold                          | Silber                        | Bronze                                                     |
| ------------------------------- | ----------------------------- | ----------------------------- | ---------------------------------------------------------- |
| Halbfliegengewicht (bis 48 kg)  | Lenar Fayzeriev Russland      | Adler Kapezov Kasachstan      | Gonzorig Saihanbayar Mongolei Ferhat Pehlivan Türkei       |
| Fliegengewicht (bis 51 kg)      | Elgun Ahmedov Aserbaidschan   | Mazim Dvinskiy Russland       | Alehandr Riscan Moldau Kadri Kordel Türkei                 |
| Bantamgewicht (bis 54 kg)       | Iles Kayumov Russland         | Iderhuu Enhzhargal Mongolei   | Ragim Nadjafov Aserbaidschan Dimitry Rudenko Ukraine       |
| Federgewicht (bis 57 kg)        | Viktor Batalov Russland       | Kerem Gürgen Türkei           | Zhaksylyk Ilyassov Kasachstan Munhbataar Altansuh Mongolei |
| Leichtgewicht (bis 60 kg)       | Imil Iksanov Russland         | Idleyt Yegizekov Kasachstan   | Muhammet Çat Türkei Bat-Ochir Ayuurzana Mongolei           |
| Halbweltergewicht (bis 64 kg)   | Alexander Zhirnov Russland    | Anar Jafarov Russland         | Anatoly Navichok Belarus Almasbek Alibecov Kasachstan      |
| Weltergewicht (bis 69 kg)       | Anton Pinchuk Kasachstan      | Islam Edisultanov Russland    | Martin Svoboda Tschechien Sergey Evstafyev Belarus         |
| Mittelgewicht (bis 75 kg)       | Vitaly Bandarenka Belarus     | Alexander Vasilev Russland    | Dimitry Dragunov Ukraine Chuluuntumur Tumurhuyag Mongolei  |
| Halbschwergewicht (bis 81 kg)   | Alexandr Gvozdik Ukraine      | Daniyar Ustembayev Kasachstan | Bahram Muzaffer Türkei Sergey Karnayev Belarus             |
| Schwergewicht (bis 91 kg)       | Alexander Karakazyan Russland | Vasily Levit Kasachstan       | Caner Sayak Türkei Viktor Chvarkov Belarus                 |
| Superschwergewicht (über 91 kg) | Niyaz Faizullin Russland      | Doszhan Ospanov Kasachstan    | Marius Sperauskas Litauen Ivan Bezverhy Ukraine            |

## Medaillenspiegel
| Rang | Land          | Gold | Silber | Bronze | Gesamt |
| ---- | ------------- | ---- | ------ | ------ | ------ |
| 1    | Russland      | 7    | 3      |        | 10     |
| 2    | Kasachstan    | 1    | 5      | 2      | 8      |
| 3    | Aserbaidschan | 1    | 1      | 1      | 3      |
| 4    | Belarus       | 1    |        | 4      | 5      |
| 5    | Ukraine       | 1    |        | 3      | 4      |
| 6    | Türkei        |      | 1      | 5      | 6      |
| 7    | Mongolei      |      | 1      | 4      | 5      |
| 8    | Tschechien    |      |        | 1      | 1      |
| 8    | Litauen       |      |        | 1      | 1      |
| 8    | Moldau        |      |        | 1      | 1      |
|      | Total         | 11   | 11     | 22     | 44     |

## Teilnehmernationen
| - Aserbaidschan - Belarus - Costa Rica - Tschechien |  | - Finnland - Italien - Kasachstan - Kirgisistan |  | - Litauen - Moldau - Mongolei - Russland |  | - Serbien - Südafrika - Türkei - Ukraine |